# Sharon Van Etten
Sharon Van Etten (* 21. Februar 1981 in Clinton, New Jersey) ist eine US-amerikanische Sängerin und Songwriterin. Sie spielt Gitarre, Klavier, Violine und Klarinette. Ihre Musik ist eine Mischung aus Folk, Rock, Indie-Pop und dezenten Country-Einflüssen. 

## Biografie und künstlerischer Werdegang
Sharon Van Etten wurde als mittleres von fünf Geschwistern in Clinton geboren und wuchs in Nutley (New Jersey) auf. Ihre Eltern besaßen eine große Sammlung an Vinyl-Schallplatten, wodurch Sharon mit Klassikern wie Neil Young, Tom Petty und den Hits der Rolling Stones vertraut wurde. Ihre eigenen Hörgewohnheiten gingen in Richtung Alternative und Independent: u. a. PJ Harvey, Damien Jurado, Bettie Serveert oder The War on Drugs.
In der Elementary School sang sie im Schulchor und lernte Klavier, Violine und Klarinette spielen. Nach dem Umzug der Familie nach Clinton besuchte sie die Highschool, wo sie sich erstmals ernsthaft mit Musik beschäftigte und selbst das Gitarrespielen beibrachte. In dieser Zeit begann sie, erste eigene Songs zu schreiben.
Nach Abschluss der Highschool zog Van Etten nach Tennessee, um an der Middle Tennessee State University in Murfreesboro ein Studium im Department of Recording Industry zu beginnen, das sie im Jahr darauf abbrach. Ihr damaliger Lebensgefährte, selbst Rockmusiker, stand ihrem musikalischen Werdegang im Wege, indem er ihr ausreichendes Talent absprach und ihr öffentliche Auftritte verbot. Zudem seien ihre Songs „too personal“: „But it’s because they were all about him and how badly he was treating me. So of course he didn’t like it.“ Dennoch nutzte sie jede Gelegenheit, um heimlich bei Open-Mic-Veranstaltungen aufzutreten. Nach sechs Jahren nahm Van Etten ihre Gitarre und flüchtete aus dieser „unerträglichen“ Beziehung zurück zu ihren Eltern nach New Jersey. Diesen Teil ihrer Zeit in Tennessee verarbeitete Van Etten auch fortan in vielen ihrer Songs wie „Love More“ („You chained me like a dog in your room“), „A Crime“ („Never let myself love like that again“) oder „Serpents“. Van Etten sah diese Zeit im Rückblick auch als durchaus lehrreich: „You know, apart from the relationship shit, I think it was really good for me. I learned a lot.“
Nach einem weiteren Jahr zog sie nach New York City, um dort wieder ihre Karriere als Musikerin in Angriff zu nehmen. Zunächst arbeitete sie drei Jahre lang für eine der renommiertesten Weinhandlungen in NYC: „I was really into it but I started becoming kind of a snob. Wine is not really a job, it’s a lifestyle choice.“
Ihre musikalische Karriere erhielt einen entscheidenden Schub, als Kyp Malone, Sänger und Gitarrist der Indie-Rockband TV on the Radio, eine CD-R ihrer selbstproduzierten Aufnahmen zu hören bekommen hatte und sie fortan unterstützte.„[Kyp] ended up taking me under his wing, introducing me to friends, and showing me new music that I didn’t know existed. […] I started playing more seriously and getting encouraged by people.“ Ihre Arbeit als Publizistin bei „BaDaBing Records + Management“ und die Bekanntschaft mit ihrem dortigen Chef Ben Goldberg half ihr zudem, Einblick in die Musikindustrie zu gewinnen und gleichzeitig ein Netzwerk aufzubauen, von dem sie künstlerisch profitieren konnte. Goldberg veröffentlichte Van Ettens zweites Album epic (2010), mit dem ihr ein erster Achtungserfolg gelang. 2010 lernte Van Etten zudem Aaron Dessner (The National) kennen; Dessner hatte zusammen mit seinem Zwillingsbruder Bryce und Justin Vernon (Bon Iver) eine Coverversion von „Love More“ eingespielt, zu der Van Etten sie beglückwünschen wollte. Als Resultat dieser Begegnung tourte sie 2011 mit The National durch Europas große Konzerthallen, fand in Aaron Dessner einen Produzenten für ihr nächstes Album Tramp (2012) und in Bon Ivers Jagjaguwar ein neues Plattenlabel. Zudem brachte Dessner sie mit der Multiinstrumentalistin, Sängerin und Songwriterin Heather Woods Broderick zusammen, die fortan ein wichtiger Bestandteil ihrer Liveband wurde. Tramp, das in einer Zeit entstand, in der Van Etten keine feste Bleibe hatte, markiert ihren internationalen Durchbruch und wurde von der Kritik gefeiert. In den folgenden 18 Monaten war Van Etten fast ununterbrochen auf Tournee. Diese beruflich wie privat sehr anstrengende Zeit und die damit verbundenen emotionalen Höhen und Tiefen verarbeitete sie in ihrem vierten Album Are We There (2014), das sie unmittelbar darauf in Angriff nahm.
2016 trat Van Etten in der Rolle der Rachel in fünf Episoden der Netflix-Serie The OA auf, in der sie auch ihren Song „I Wish I Knew“ singt.
 Für den 2016 erstmals auf dem Toronto International Film Festival gezeigten Film Strange Weather der amerikanischen Regisseurin Katherine Dieckmann wurden fünf Songs Van Ettens für die Filmmusik verwendet, darunter „Save Yourself“ und „Kevin's“.
 2017 hatte Van Etten zudem einen Gastauftritt in Episode 6 der dritten Staffel der US-Fernsehserie Twin Peaks. Am Ende der Folge singt sie auf der Bühne der Bang Bang Bar ihren Song „Tarifa“ aus dem Album Are We There.
Fast fünf Jahre nach Are We There – auch bedingt durch eine Babypause (Geburt eines Sohnes im Frühjahr 2017) – veröffentlichte Van Etten im Januar 2019 ihr fünftes Album Remind Me Tomorrow.
Nachdem Van Etten fünfzehn Jahre im New Yorker Stadtteil Brooklyn gelebt hatte, zog sie 2019 um nach Los Angeles.

## Musikalischer Stil
Jedes ihrer Alben markiert eine neue musikalische Entwicklungsstufe, die vom minimalistischen Folk des Debütalbums über die deutlich aggressiveren Rockklänge auf Tramp bis zum opulenter instrumentierten, Indie-Pop-beeinflussten Are We There reichen. Van Ettens Songs wirken oft sehr kompakt und aus einem Guss, dies vor allem, wenn sie ihre Refrains nicht, wie im Pop sonst üblich, als tragenden Teil komponiert, sondern sie stattdessen fast ohne Brüche in eine durchgängige Grundstruktur einbettet. Auf diese Weise vermeidet sie in vielen ihrer Songs ein allzu konventionelles Strophe/Refrain-Schema. Ebenso typisch für Van Ettens Stil ist der häufige Gebrauch von mehrstimmigem Gesang in Close Harmony. Aaron Dessner: „It’s amazing to watch her in the studio, because she can sing three, four, or five-part harmonies with herself perfectly on the first try. It’s like this harmonic sense is hardwired in her brain.“ Um diese Vorliebe auch vor Publikum umsetzen zu können, wurde sie bei ihren Konzerten zunächst von Cat Martino, seit Tramp noch wirkungsvoller von Heather Woods Broderick unterstützt. Nimmt man die kompositorische Dramaturgie jener Songs hinzu, in denen Van Etten eine kontinuierliche Steigerung der Dynamik erzeugt, bekommt ihre Musik zuweilen einen nahezu hymnischen Charakter. Beispiele hierfür sind „Serpents“, „All I Can“ (Tramp) oder „Your Love Is Killing Me“ (Are We There). Mit ihrem fünften Album Remind Me Tomorrow beschreitet sie erstmals elektronisch dominierte Wege.
Sharon Van Ettens Songs handeln von Liebe, Angst, Sehnsucht und vom verzweifelten Ringen um Selbstvertrauen und Selbstwertgefühl: „I sing about my fear and love and what it brings“ („I Know“). Der Prozess des Schreibens ist ihr eine Form der notwendigen Selbsttherapie und Katharsis: „Beim Komponieren lasse ich einfach alles raus. Ungefiltert. Doch erst wenn ich spüre, dass ich auf etwas gestoßen bin, das nicht nur zu mir, sondern auch zu anderen Menschen spricht, erst dann habe ich einen Song gefunden.“ Die Emotionalität ihrer Songs entspringt den offenen Texten und ihrem Zusammenspiel von Gesang und Melodik. Ihre im Grundton elegisch klingende, gleichwohl kraftvolle Alt-Stimme harmoniert gut mit der melodiösen Phrasierung: „Van Etten has established herself as a vocalist capable of imbuing every note with an astonishing spectrum of feeling, of crafting melodies that feel nearly unprecedented.“

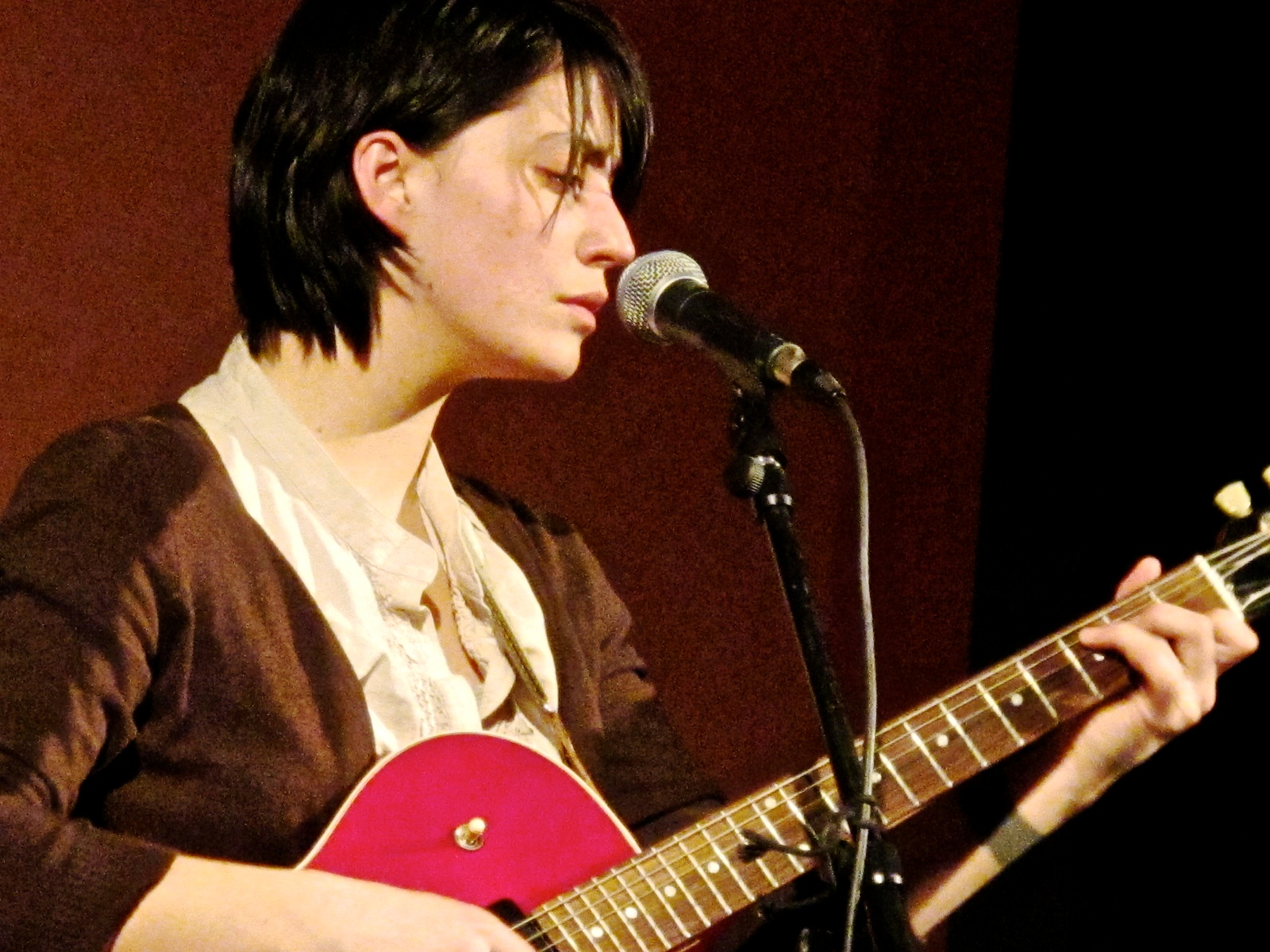
Sharon Van Etten 2010

## Alben und Rezeption

### Because I Was In Love
Nach den frühen, informellen Aufnahmen in Eigenregie ist Because I Was In Love (2009) Van Ettens offizielles Debütalbum. Aufgenommen in Philadelphia, wurde es von Van Etten und Greg Weeks (u. a. Espers) produziert und auf Weeks eigenem Label „Language of Stone“ veröffentlicht. Die äußerst melancholischen Songs sind im klassischen Folk-Stil mit vorwiegend akustischer Gitarre und minimalen zusätzlichen Arrangements eingespielt. „I Wish I Knew“ und „Tornado“ halten den schwermütigen Grundton stoisch von Anfang bis Ende durch, während er in „Keep“ durch zurückhaltende Orgelklänge und Harmoniegesang ergänzt wird. „It´s Not Like“ steigert sich dagegen unter dezentem Einsatz von E-Gitarren moderat. Mit „I Fold“ kommt sie einem klassischen Strophe-Refrain-Schema noch am nächsten. „For You“ ist möglicherweise der Song, der am charakteristischsten ist für Van Ettens Zusammenspiel von Gesang und Melodieführung.
Im November 2017 erschien eine neu abgemischte Veröffentlichung dieses Albums mit zwei zusätzlichen Songs digital und auf Vinyl.

Anlässlich dieser Wiederveröffentlichung urteilt Stephen Johnson von NPR: „It captures a sound Sharon Van Etten has since left behind, but it remains radiant, universal and utterly timeless.“

### Epic
Van Ettens zweites Album Epic (2010) markiert einen Wendepunkt. Unterstützt von einer kompletten Band wird die musikalische Bandbreite deutlich erweitert. Neben klassischem Akustik-Folk wie im Auftakt „A Crime“ gibt es Anklänge an Indie-Rock („Peace Signs“), konventionelleren Country-Folk („Save Youself“) oder nahezu psychedelisch anmutende Keyboardsounds („Dsharpg“). „Don’t Do It“ wiederum ist ein für Van Etten typischer Song, der verhalten mit einfacher Gitarrenbegleitung beginnt und sich langsam, unter Einsatz von mehrstimmigen Harmonien, in ein näherungsweise hymnisches Crescendo steigert. Mit „One Day“ bietet das Album zudem einen eingängigen Folkrock-Song mit Ohrwurmqualitäten.

Das noch überschaubare Echo der Kritik sieht Fortschritte zum ersten Album: „But the cool grace with which Van Etten belts every line [...] make for an explosive sound that didn't seem possible from her earlier. She sounds as though she's arrived.“ Ähnlich sieht das Matthew Fiander: „Because I Was In Love was a heartfelt, strong introduction to a powerful new voice, but epic is a knockout front to back“. Andere loben vor allem Van Ettens stimmliche Qualitäten: „but where Epic fails to deliver in size, it more than makes up for in sound. Van Etten possesses one of those rare voices that can make even the weakest material soar“.

### Tramp
Van Etten schrieb die Songs zu ihrem dritten Album Tramp (2012) in einer Zeit, in der sie ohne festen Wohnsitz war: „I mean, when I say homeless I don’t mean sleeping on the street. I had the [touring] van and I was couch-surfing at friends’ houses. I had probably about 10 sets of keys in my bag“. Produziert von Aaron Brooking Dessner, wurde das Album über einen Zeitraum von vierzehn Monaten in dessen Studio aufgenommen. Es ist musikalisch ihr bis dahin differenziertestes und auch mit Abstand erfolgreichstes Album. Dessners Einfluss wird jedoch unmittelbar spürbar: Der Auftaktsong „Warsaw“ ist eine rumpelnde Indie-Rock-Nummer mit aggressiv-verzerrten E-Gitarren, die aber noch unverkennbar auf Van Ettens charakteristische Melodien und Harmonien setzt. Diesen neuen Stil setzt sie im wuchtig instrumentierten „Serpents“, dem wohl populärsten Song des Albums, oder auch in den raueren Balladen „In Line“ und „All I Can“ fort. Songs wie „Give Out“, „Kevin's“ oder „Joke Or A Lie“ erinnern dagegen noch stärker an den Indie-Folk der Vorgängeralben.

Die Kritik bewertet die Neuausrichtung ihres Stils zumeist positiv: „Tramp continues the trajectory that got underway with her debut LP Because I Was in Love in 2009, broadening her sound and exhibiting greater confidence while markedly ramping up the volume.“. Für Pitchfork ist das Album erfrischend: „With refreshing, unmistakable directness, she sings like a human being who wants more from herself. On Tramp, she finds what she's looking for.“
Thom Jurek sieht in seiner Kritik das Album jedoch als ein Versprechen, das (noch) nicht eingelöst wird: „Perhaps it's the exhaustive, confessional nature of its songs, its reliance on three basic melodic ideas, or even its length. [...] Van Etten skirts the edges of giving us a great album without actually delivering one.“

### Are We There
Mit Are We There (2014), das sie wieder selbst zusammen mit Stewart Lerman produzierte, hat Van Etten ihr stilistisches Spektrum erneut erweitert. Nach den zum Teil aggressiven Tönen des Vorgängeralbums finden sich hier auch deutlich harmonischere Klänge, was zunächst den Instrumenten geschuldet ist, auf denen die Songs entstanden: Omnichord und Klavier ersetzten die Gitarre. Mit „Afraid Of Nothing“ setzt sie mit verspielten Keyboards und Streichern einen Auftakt in verhalten optimistischer Grundstimmung. In den folgenden Songs sorgen elektronische Orgel und die elektronischen Klänge des Omnichords sowie „refrainlastigere“ Kompositionen als zuvor für eine spürbare stilistische Verschiebung in Richtung Indie-Pop, ohne dass jedoch der melancholisch-raue Grundton und das bisweilen hymnische Temperament früherer Werke gänzlich verloren geht.

Auch thematisch liefert Are We There ungewohnte Kontraste, die das emotionale Auf und Ab der Zeit nach der Veröffentlichung von Tramp mit sich brachte: „Tarifa“ besingt in ungewohnt positiver Grundstimmung die Zweisamkeit eines unbeschwerten Sommerurlaubs in Spanien, doch „Your Love Is Killing Me“ zerstört die Idylle mit schonungslos brutalen Bildern. Das letzte Stück des Albums wartet, den Erfolg von Tramp im Hinterkopf, gar mit einem selbstironischen Witz auf: „People say I´m a one hit wonder/But what happens if I have two?“

Bei der Kritik fand Are We There meistenteils positiven Anklang. Der Rolling Stone greift Van Ettens Selbstironie auf: „Define “hit” as you like; that she’s a wonder, there’s no doubt.“ Für Fred Thomas ist das Album eindeutig ein Schritt vorwärts: „The more inventive arrangements and advances in songwriting are an undeniable step forward for Van Etten“. The Guardian sieht allerdings eine qualitative Diskrepanz zwischen Musik und Texten: „But Van Etten's melodies often feel as if they're not quite taking flight, and rarely cause you to catch your breath the way her lyrics do.“

### I Don’t Want to Let You Down (EP)
Die fünf Songs auf dieser EP entstammen den Aufnahmen zu Are We There, weshalb I Don’t Want to Let You Down nicht als eigenständige Produktion zu verstehen ist und stilistische Ähnlichkeiten daher zwangsläufig sind. Der gitarrenorientierte Titelsong sowie das live in Barcelona eingespielte „Tell Me“ sind hingegen Reminiszenzen an die Alben Epic und Tramp. Die Dramaturgie von „Pay My Debts“ fällt mit seinen flirrenden Gitarren- und Orgelsounds und dem repetitiven Mehrfach-Echo-Bassanschlag in der Strophe am deutlichsten aus dem Rahmen.

In der Grundstimmung insgesamt eine Spur melancholischer als Are We There, behandeln auch diese neuen Songs die Themen Verlust und zwiespältiger Nähe in teils poetischen, teils drastischen Bildern.

Im Fahrwasser von Are We There erntet auch I Don’t Want to Let You Down durchweg gute Kritiken: „this five-song set makes the case that Van Etten is in a period of songwriting where all her music is essential, regardless of the package it’s delivered in.“ Der Rolling Stone sieht die EP nicht als bloßes Anhängsel des letzten Albums: „her latest does what good EPs should: bushwhacks new paths.“ Für Carsten Wohlfeld gar „sind diese fünf Lieder deutlich packender und echter als viele auf dem Album“.

### Remind Me Tomorrow
Das fünfte Studioalbum Van Ettens schlägt musikalisch neue, elektronischere Wege ein und verlässt die typische Dramaturgie der früheren Songs. Es wurde von John Cogleton produziert, der u. a. schon mit Laurie Anderson, Marilyn Manson, Bono, St. Vincent oder David Byrne zusammenarbeitete.
“I just wanted to do something different. [...] I love the slow build — that’s what I do. But I found that I was more drawn to the darkness and the driven synths and the syncopated beats.”
Zwar beginnt das Album noch mit einer fast klassischen Pianoballade, doch setzt Van Etten im Folgenden verstärkt auf Synthesizer und wuchtig-treibende elektronische Beats, ohne jedoch das melodische Grundgerüst alter Produktionen ganz zu verlassen. Andere Songs verbinden dagegen mehr oder minder melodischen Trip-Hop mit düsteren elektronischen Ambient-Sounds. Weiterhin beibehalten hat sie jedoch ihre Vorliebe für Harmoniegesang, wobei sie durchgehend wieder von Heather Woods Broderick unterstützt wird.
Das Kritikerecho fällt erneut zumeist positiv aus. Für den Rolling Stone setzt das Album neue Maßstäbe: „Her fantastic new album [...] ups her ambitions even further, pushing toward a grand, smoldering vision of pop“. Pitchfork urteilt: „It is the peak of her songwriting and her most atmospheric, emotionally piercing album to date.“ Dagegen bemängelt der deutsche Musikexpress den Verzicht auf Melodien wie in „Memorial Day“: „hier geht es nur noch um Atmosphäre, es ist das erste Lied dieser großartigen Songwriterin, das man genervt wegschaltet.“

## Diskografie
Alben
- Because I Was in Love (2009, Language of Stone)
- Epic (2010, BaDaBing Records)
- Tramp (2012, Jagjaguwar)
- Are We There (2014, Jagjaguwar)
- I Don’t Want to Let You Down (2015, Jagjaguwar) EP
- (it was) because I was in love (Nov. 2017, digital und Vinyl me please) Neuveröffentlichung ihres Debütalbums
- Remind Me Tomorrow (2019, Jagjaguwar)
- We've Been Going About This All Wrong (2022, Jagjaguwar)
- Sharon Van Etten & The Attachment Theory (2025, Jagjaguwar)

Singles
- Much More Than That (2007) 7", Vinyl (limitiert auf 30 Exemplare)[53]
- One Day (10. August 2010, BaDaBing)
- I’m Giving Up On You (10. September 2010, Polyvinyl Record Company) 7", Vinyl, limitiert.
- Serpents (7. Februar 2012, Jagjaguwar)
- Leonard (2012, Jagjaguwar)
- Give Out (Remix) (2012, Jagjaguwar) CD-R, Promo
- Stop Draggin’ My Heart Around – Shearwater & Sharon Van Etten (2013, Sub Pop)
- We Are Fine (20. April 2013, Jagjaguwar)
- Taking Chances (2014, Jagjaguwar)
- Our Love (2014, Jagjaguwar) CD-R, Promo
- Every Time The Sun Comes Up (2014, Jagjaguwar) CD-R, Promo
- I Don’t Want To Let You Down/All Over Again (2015, Jagjaguwar) 7", Vinyl (limitiert)
- Silent Night / Blue Christmas (2021, Jagjaguwar)